# Оганов, Александр Сергеевич
Александр Сергеевич Оганов (9 марта 1956, Баку, СССР — 22 августа 2023, Москва, Россия) — доктор технических наук, профессор, советский и российский учёный в области бурения нефтяных и газовых скважин, член Российской академии естественных наук, член Академии технологических наук РФ, член Международной академии информатизации, член Научно-технического Совета ПАО «Газпром», член Экспертного совета ВАК РФ, заведующий кафедрой бурения нефтяных и газовых скважин Российского государственного университета нефти и газа (НИУ) имени И. М. Губкина, президент Ассоциации буровых подрядчиков.

## Биография
В 1978 г. Оганов А. С. окончил Азербайджанский институт нефти и химии им. Азизбекова по специальности «Бурение нефтяных и газовых скважин».
С 1978 по 1980 гг. работал старшим инженером-технологом, буровым мастером Песчанинского морского управления буровых работ ВПО «Каспморнефтегазпром».
С 1980 по1983 гг. — аспирант Всесоюзного научно-исследовательского института буровой техники (ВНИИБТ).
В 1983—1987 гг. — старший научный сотрудник ВНИИБТ, в 1985 г. Оганов А. С. защитил кандидатскую диссертацию.
С 1987 по 1999 гг. — заведующий лабораторией наклонного и горизонтального бурения ОАО НПО «Буровая техника» ВНИИБТ. В 1993 г. Оганов А. С. проходил стажировку и преподавал во Вьетнаме.
В 1998 г. защитил докторскую диссертацию: «Научно-методические основы технологии бурения наклонно-направленных и горизонтальных скважин».
С 1999 по 2011 гг. являлся заместителем заведующего кафедрой освоения морских нефтегазовых месторождений РГУ нефти и газа имени И. М. Губкина.
С 2003 года Александр Сергеевич возглавил «Ассоциацию буровых подрядчиков», был главным редактором журнала «Вестник Ассоциации буровых подрядчиков».
В 2011 г. стал заведующим кафедрой бурения нефтяных и газовых скважин РГУ нефти и газа имени И. М. Губкина.

## Деятельность
Оганов А. С. создал научно-методические основы технологии бурения горизонтальных и многозабойных скважин, разработал единый метод исследования ориентируемых и неориентируемых компоновок низа бурильной колонны, первым предложил новый способ двухканальной циркуляции в сверхглубоких скважинах и в направленных скважинах с большими отходами ствола от вертикали.
Под научным и практическим руководством Оганова А. С. осуществлено строительство первой горизонтальной скважины в Юго-восточной Азии, а также впервые в нашей стране в ООО «Уренгойгазпром» и на шельфе Вьетнама восстановлены бездействующие наклонно-направленные скважины путем проводки горизонтального ствола из эксплуатационной колонны (зарезка бокового ствола).
Оганов А. С. являлся научным руководителем Программы «Горизонт» — межотраслевой комплексной программы создания систем разработки месторождений нефти с помощью горизонтальных и разветвленно-горизонтальных скважин.
Александр Сергеевич Оганов является автором более 10 нормативно-правовых документов нефтегазовой отрасли, в том числе основного нормативного документа — Федеральные нормы и правила в области промышленной безопасности «Правила безопасности в нефтяной и газовой промышленности».
Оганов А. С. читал лекции по проблемам горизонтального бурения в России, Китае, Германии, Вьетнаме и Индии. В РГУ нефти и газа имени И. М. Губкина вел курсы лекций по подготовке дипломированных специалистов и магистрантов: «Бурение наклонных, горизонтальных и многозабойных скважин», «Технология строительства горизонтальных и многоствольных скважин на суше и море», а также «Морские технические средства для бурения поисково-разведочных и эксплуатационных скважин». Являлся научным руководителем направления подготовки магистрантов «Строительство горизонтальных и многоствольных скважин на суше и море», а также руководителем дополнительных программ профессиональной переподготовки «Морской буровой супервайзер» и «Специалист по морскому бурению», которые прошли сотни специалистов нефтегазовой отрасли.
При непосредственном участии Оганова А. С. была полностью модернизирована ведущими нефтегазовыми компании кафедра бурения нефтяных скважин в РГУ нефти и газа имени И. М. Губкина, в том числе открыт инновационный Центр морского бурения (ЦМБ).
Оганов А. С. возглавлял работу диссертационного совета по защите докторских и кандидатских диссертаций, был председателем секции «Охрана недр и недропользование» НТС Росприроднадзора, членом Общественного Совета Ростехнадзора, членом бюро секции «Безопасность объектов нефтегазового комплекса» НТС РТН, членом технического комитета по стандартизации «Нефтяная и газовая промышленность», членом НТС ПАО «Газпром», секция «Строительство скважин», являлся членом редколлегий многих научно-технических журналов.
Александр Сергеевич Оганов за большие достижения в нефтегазовой отрасли, науке и высшем образовании был награждён Почетной грамотой Министерства топлива и энергетики РФ, Благодарностью Ростехнадзора РФ, Медалью Министерства энергетики Республики Казахстан. Удостоен званий Почетный работник газовой промышленности, Почетный нефтяник, Почетный разведчик недр РФ, Почетный работник образования и науки РФ. Являлся Лауреатом премии имени академика И.М. Губкина, Лауреатом премии имени Н. К. Байбакова.

## Научные труды
Автор более 200 научных работ и патентов в области техники и технологии направленного и горизонтального бурения нефтегазовых скважин.
Наиболее известные работы и публикации:
1. Безумов В. В., Гаджиев Н. Р., Оганов А. С. Влияние отклоняющей силы на энергетические параметры отклоняющей КНБК при забуривании вторых стволов забойными двигателями. — Нефтяное хозяйство, 1991. — № 3.
2. Повалихин А. С., Оганов А. С. Техника и технология строительства горизонтальных скважин. — Газовая промышленность. Геология, бурение, разработка и эксплуатация газовых и газоконденсатных месторождений, 1993. — № 4-5.
3. Оганов А. С., Беляев В. М., Прохоренко В. В., Оганов Г. С., Позднышев С. В. Современное состояние и перспективы бурения наклонно-направленных и горизонтальных скважин с большими отклонениями ствола от вертикали. − М.: ОАО «ВНИИОЭНГ», 1999. − 35 с.
4. Крылов В. И., Оганов А. С. Проектирование строительства дополнительного наклонно-направленного и горизонтального ствола из эксплуатационной колонны бездействующей скважины. — М.: РГУ нефти и газа имени И. М. Губкина, 2002. − 100 с.
5. Оганов А. С., Повалихин А. С. Технология строительства боковых стволов и ответвлений. Опыт и перспективы. — Бурение и нефть, 2008. — № 10.
6. Калинин А. С., Оганов А. С., Сазонов А. А., Бастриков С. Н., Повалихин А. С. Строительство нефтегазовых скважин: учебник для вузов: в 2-х томах. — М.: РГУ нефти и газа имени И. М. Губкина, 2013.
7. Оганов А. С., Райхерт Р. С., Цукренко М. С. Технико-технологические решения по очистке наклонно-направленных и горизонтальных стволов скважин от шлама. — Нефть. Газ. Новации, 2016. — № 3, с. 28-35.
8. Оганов А. С., Фам В. Х., Хоанг К. К., Та Н. А., Та В. Т. Технико-технологические решения для повышения качества заканчивания скважин на морских месторождениях СП «Вьетсовпетро». — Оборудование и технологии для нефтегазового комплекса, 2017. — № 3, с. 41-48.
9. Никитин Б. А., Харченко Ю. А., Оганов А. С., Богатырева Е. В. Освоение нефтегазовых месторождений континентального шельфа: учебное пособие — М.: РГУ нефти и газа имени И. М. Губкина, 2018.
10. Оганов А. С., Абсатдаров Р. Н., Повалихин А. С. Вопросы технологии спуска хвостовика в горизонтальный ствол при заканчивании скважины гравийным фильтром. — Инженер-нефтяник, 2018. — № 3, с. 30-34.
11. Сян Хуа, Кадет В. В., Оганов А. С., Симонянц С. Л. Исследование многофазной жидкости в стволе скважины при бурении на газогидратных месторождениях. — Нефть. Газ. Новации, 2018. — № 6, с. 59-62.
12. Оганов А. С., Сян Хуа, Кадет В. В., Симонянц С. Л. Современное состояние технико-технологических решений по разработке месторождений газогидратов. — М.: Вестник Ассоциации буровых подрядчиков, 2019. — № 1, с. 7-15.
13. Оганов Г. С., Оганов А. С., Свиридова Т. А., Сальников А. С., Кузнецов В. А. Заканчивание эксплуатационных скважин в газоконденсатных залежах с низкокондиционными коллекторами. — М.: Строительство нефтяных и газовых скважин на суше и на море, 2020. — № 4, с. 40-45.
14. Оганов А. С., Никитин Б. А., Холодилов В. А., Прищепа О. М., Зинченко И. А., Маммадов С. М. Новый вектор в освоении Арктики — перспективы создания западно-ямальского (Ямало-Карского) газопромыслового кластера «суша-море». — Минеральные ресурсы России. Экономика и управление, 2021. — № 1, с. 59-67.
15. Оганов А. С., Повалихин А. С. Бурение скважин на Баженовскую свиту. — Инженер-нефтяник, 2021. — № 3, с. 8-12.
Основные патенты и изобретения:
1. Оганов А. С., Задворных В. Н., Литвинов А. И. Двухканальная система промывки скважин. SU № 1350327, 1987 г.
2. Оганов А. С., Балденко Д. Ф., Глебов В. А., Повалихин А. С. Забойная компоновка для набора кривизны и проводки горизонтальных скважин. RU № 2103473, 1998 г.
3. Оганов А. С., Мартынов В. Г., Доценко Б. А., Мельников И. Г., Стрельченко В. В., Турчанинов В. Ю. WITSMLPresForecast: определение и прогноз аномально-высоких пластовых давлений по данным геолого-технологического мониторинга в формате «Wellsite information transfer standart markup language» (WITSML). RU № 2011615666, 2011 г.
4. Торопов Е. Е., Кириллов М. В., Шабалин А. А., Оганов А. С., Лубяный Д. А., Цукренко М. С., Райхерт Р. С. Подводный буровой модуль для бурения нефтяных и газовых скважин. RU № 2624841, 2017 г.
5. Оганов А. Г., Агзамов Ф. А., Вязниковцев С. Ф., Каримов И. Н., Кулигин А. В., Шуть К. Ф. Основа утяжеленного термостойкого тампонажного раствора. RU № 2763195, 2021 г.